# Долгопрудненский историко-художественный музей
Долгопру́дненский исто́рико-худо́жественный музе́й — музей истории города Долгопрудный, ул. Циолковского, 34.
Экспозиционно-выставочная площадь — более 700 м². Сюда входят четыре зала для постоянных экспозиций, выставочный зал и конференц-зал. Конференц-зал предназначен для проведения конференций, лекций, семинаров и мастер-классов.

## История
Музей был создан по инициативе группы краеведов города Ловыгина  А. Ф., Стоянова  Г. С., Гонсовского Б. А., Волкова Н. П., Третьякова Ф. И. Ими была проделана большая организационная работа и собрана вся документация по созданию музея на общественных началах. Первая экспозиция была создана в 1958 году и размещена в одной из комнат, принадлежащих Городскому Совету в доме по улице Первомайской. Основу народного музея составили документальные и фотоматериалы по истории Дирижаблестроительного комбината. Активное участие в создании и работе музея принимал член эскадры Дирижаблестроя, аэронавт В. А. Устинович. В музей были переданы личные вещи членов экипажа «СССР-В6» и фрагменты конструкции, оставшиеся после его катастрофы в 1938 году. Была создана экспозиция по истории города.
В 1977 году в городе Долгопрудном была создана картинная галерея. В 2003 году народный краеведческий музей, существующий на общественных началах, и картинная галерея были объединены в Долгопрудненский историко-художественный музей, который приобрел статус самостоятельного юридического лица и стал муниципальным.
В 2014 году музей получил статус историко-художественного. Ежегодно музей организует более 10 временных выставок, а также показывает большую коллекцию художественных произведений: картины местных художников, прикладное искусство, предметы старины.

## Экспозиция
- Воздухоплавание и дирижаблестроение
- Долгопрудный в годы Великой Отечественной войны
- Из прошлого в будущее через настоящее
- Русское народное творчество и быт
- 1932 — 1937. История строительства канала «Москва—Волга»[1][2]
- Мемориальный кабинет академика Олега Николаевича Трубачёва (1930—2002)[3]

Музей — не только хранитель истории, но и культурный центр. В музее регулярно проводятся художественные выставки, презентации книг долгопрудненских авторов, творческие вечера.

## Фонды
- Коллекция декоративно-прикладного искусства, более 130-и предметов
- Документальный фонд, более 1600 предметов
- Коллекция живописи, более 470 предметов
- Коллекция графики, более 750 предметов
- Коллекция фотографии и негативы, более 3400 предметов
- Коллекция нумизматики, более 190 предметов
- Коллекция истории техники, около 100 предметов[5]

## Научные исследования
Сотрудники музея ведут исторические исследования по темам: история Канала имени Москвы, история православных храмов, история воздухоплавания, издают книги, участвуют в работе конференций.

## Директоры музея
- Якунина Галина Викторовна (2015 — 2018 годы)[7].
- Калашникова Ирина Николаевна (с 2018 года).